# När dina ögon ler
När dina ögon ler är ett studioalbum från 1980 av det svenska dansbandet Thorleifs. Albumet placerade sig som högst på 49:e plats på den svenska albumlistan. Albumet innehåller låtar med både svensk och engelsk text.

## Låtlista
1. "Stor i orden"
2. "Så vill jag bli"
3. "Låt musiken leva" ("Makin' Music Mama")
4. "Jag ska glömma dig" ("I'll Get over You")
5. "Ge mig, ge mig"
6. "Då tar oss natten"
7. "När dina ögon ler"
8. "Lollipop Lips"
9. "Jag vet vi vill"
10. "Är jag dum som tror" ("I'm a Fool to Care")
11. "Nu kryper det i kroppen igen" ("Here Comes that Lovely Feelin'")
12. "När jag behövde dig mest" ("Just When I Needed You Most")

## Listplaceringar
| Lista (1980) | Topplacering |
| ------------ | ------------ |
| Sverige      | 49           |